# ダラス・マクロード
ダラス・マクロード（Dallas McLeod、1999年4月30日 - ）は、ニュージーランドのラグビーユニオン選手。NPC州代表のカンタベリーと、スーパーラグビーのクルセイダーズに所属している。

## 経歴
オークランドのクライスト・カレッジ出身。
2017年と2018年に、カンタベリーU19チームで代表を務め、2018年にはカンタベリー・ラグビーのU19年間最優秀選手に選ばれた。
2019年、ワールドラグビーU20チャンピオンシップでU20ニュージーランド代表の副キャプテンを務めた。
同じく2019年、マイター10カップ（現・NPC）のカンタベリーチームに選出され、ウェリントン戦でリザーブ出場し、州代表デビューを果たした。
2020年、スーパーラグビーのクルセイダーズと契約。同年、レッズ戦でスーパーラグビーデビューを果たした。
2023年8月5日、オールブラックス（ニュージーランド代表）としてオーストラリア戦にリザーブで出場し、初キャップを獲得。 
2024年11月10日には、オールブラックスXVとしてジョージア戦に出場。